# Skällby
Skällby är en by i Arby socken, belägen cirka 25km från Kalmar i sydöstra Småland. 
Spår av mänsklig bebyggelse i trakten dateras tillbaka till äldre järnåldern. 